# Torneo de Düsseldorf 2014
El Power Horse Cup de 2014 es un torneo de tenis masculino que se juega en canchas de arcilla. Es la segunda edición de la Copa de caballos, se llevará a cabo en el Rochusclub de Düsseldorf, Alemania, del 18 de mayo hasta el 24 de mayo de 2014.

## Cabeza de serie

### Individual
| Tenista               | Ranking | Preclasificada |
| Philipp Kohlschreiber | 29      | 1              |
| Marcel Granollers     | 31      | 2              |
| Andreas Seppi         | 34      | 3              |
| João Sousa            | 41      | 4              |
| Lu Yen-hsun           | 48      | 5              |
| Jarkko Nieminen       | 51      | 6              |
| Ivo Karlović          | 52      | 7              |
| Igor Sijsling         | 53      | 8              |

### Dobles masculinos
| Tenista                        | Ranking | Preclasificado |
| Treat Huey Dominic Inglot      | 42      | 1              |
| Jamie Murray John Peers        | 67      | 2              |
| Santiago González Scott Lipsky | 75      | 3              |
| Tomasz Bednarek Lukáš Dlouhý   | 99      | 4              |

## Campeones

### Individuales
Philipp Kohlschreiber venció a  Ivo Karlović por 6–2, 7–6(7–4)
.

### Dobles
Santiago González /  Scott Lipsky vencieron a   Martin Emmrich /  Christopher Kas por 7–5, 4–6, [10–3].